# 納西爾 (阿拔斯哈里發)
納西爾（1158年8月6日—1225年10月5日，、阿拉伯語：الناصر لدين الله），阿拉伯帝國阿拔斯王朝的第三十四代哈里發，統治時期為伊斯蘭曆575年至622年（公曆1180–1225年）。12世紀中葉，隨著塞爾柱中央權力崩解、諸王內戰，花剌子模王朝與阿尤布王朝的興起，巴格達的哈里發有機可乘，重新擴展影響力。納西爾被認為是阿拔斯王朝被蒙古帝國滅亡前，最後一位強勢的統治者，富圖瓦政策具獨裁與道德強制色彩，卻也成為穆斯林世界中抵禦蒙古入侵前最後的社會整合嘗試。

## 生平
1192年，塔乞失入侵雷伊，許多伊朗西部軍閥與地區長官改投花剌子模，圖赫里勒三世失去伊斯法罕等重地的支持，只能求助於傳統宗主阿拔斯哈里發，希望藉宗教合法性與名義盟約重建實力。
1194年，暗中支持花剌子模國王塔乞失，在哈馬丹打敗塞爾柱末代蘇丹圖赫里勒三世。塞爾柱帝國正式滅亡，哈里發成為「政權合法性」的仲裁者，而非僅為形式神授符號。
1217年，花剌子模國王阿拉丁·摩诃末自稱“萬王之王”（Shahanshah）與宗教領袖，象徵他已不再承認僅作為哈里發的附庸，他以此為由進軍巴格達，但在接近巴格達前遭遇暴雨與瘟疫，士氣崩潰，穆罕默德只得撤軍，此役失敗也讓他放棄了稱哈里發的念頭。
1224年，札蘭丁向哈里發納綏爾借兵，先後據有克爾曼、伊斯法罕等地區。並予1225年，擊滅亞塞拜然地區埃爾迪古茲王朝阿德貝格月即別，建都大不里士，阿姆河以西諸川盡為所有，勢力復振，隨即於哈里發爆發衝突。

## 建樹
最大創舉為將富圖瓦（futuwwa，青年騎士會）組織制度化與國家化，進行伊斯蘭世界社會整合與軍政掌控。蘇赫拉瓦爾迪教團創始人希哈布丁·蘇赫拉瓦爾迪（Shihab al-Din Suhrawardi）為其顧問（並非同名哲學家蘇赫拉瓦爾迪），協助重建道德儀式、宗教文獻與行會手冊，形成制度化傳統。納西爾更透過向軍事與學術名人授予富圖瓦頭銜，以此整合地方權力並強化忠誠度。
- 建立「宮廷富圖瓦」制度，由哈里發本人出任最高兄弟會領袖。
- 富圖瓦運動青年成為游侠階級，與伊斯蘭的聖戰加齊戰士不同，只效忠哈里發。
- 將地方自發性兄弟會轉為官僚-軍事-宗教一體的體制工具。
- 結合蘇非神秘主義、行會制度與職人文化，發展成中亞與安納托利亞的阿赫兄弟會（Akhī），強化城市治理與秩序。

全面打擊伊斯瑪儀派、什葉派在伊拉克和波斯的影響，重新強調遜尼正統地位。支持支持努爾丁與薩拉丁征服埃及，最終推翻法蒂瑪王朝，象徵阿拔斯權威在埃及復辟。對於阿尤布王朝的獨立趨勢，多次向埃及的蘇丹表達哈里發仍有名義上的宗主地位。在安納托利亞，富圖瓦運動於蒙古破壞巴格達後，轉而開花於突厥化的地區如亞塞拜然與小亞細亞，成為「阿赫兄弟會」的雛形。阿赫（Akhī）一詞即源自阿拉伯語「兄弟」，其領袖如阿赫·埃弗蘭（Akhi Evran）確實是後來工匠行會與蘇非傳統融合的代表人物。

## 富圖瓦
富圖瓦（Futuwwa）源自阿拉伯語 fatā（複數 fetyān），意為「青年人」。在伊斯蘭前的阿拉伯與波斯文化中，這個詞象徵「理想青年」所應具備的美德──勇氣、慷慨、榮譽與忠誠。在伊朗，對應詞為 javānmard，亦指具有俠義精神的游俠式人物。富圖瓦最初並非嚴格的宗教組織，而是一種帶有榮譽倫理的青年文化現象，到11世紀後期，開始出現與神秘主義（蘇非）和道德教條融合的傾向。
隨著城市權力真空擴大，部分富圖瓦組織轉化為：
- 控制治安與街區的實質權力
- 向富人與商號勒索保護費
- 操控地方警政或選舉，扶植自己人上位，被描寫為「無產者反抗組織」，但也有貴族名人加入，為培植代理人。

## 評價
學者認為，納西爾希望透過恢復古代「神授王權」與哈里發直接軍政統治的制度，來達到轉型哈里發國，並以「君主崇拜」完成帝國化的嘗試。
| 納西爾 (阿拔斯哈里發) 阿拔斯王朝出生于：1158年逝世於：1225年 | 納西爾 (阿拔斯哈里發) 阿拔斯王朝出生于：1158年逝世於：1225年 | 納西爾 (阿拔斯哈里發) 阿拔斯王朝出生于：1158年逝世於：1225年 |
| 伊斯蘭教遜尼派頭銜                                           | 伊斯蘭教遜尼派頭銜                                           | 伊斯蘭教遜尼派頭銜                                           |
| ------------------------------------------------------------ | ------------------------------------------------------------ | ------------------------------------------------------------ |
| 前任者： 穆斯塔迪                                            | 阿拔斯王朝 哈里發 1180年－1225年                             | 繼任者： 查希爾                                              |